# J·R·R·托爾金傳
《J·R·R·托爾金傳》（英語：J. R. R. Tolkien: A Biography）是一本關於英國作家J·R·R·托爾金生平的傳記類書籍，由漢弗萊·卡彭特所著，為官方授權的托爾金傳記，在1977年出版。
它最初先由喬治·艾倫&昂溫出版公司在倫敦出版，後由霍頓·米夫林·哈考特出版公司在美國出版；之後，這本書被多次重印。
卡彭特在撰寫這本傳記時，採訪了不少托爾金的家人和朋友。
在此之後所出版的托爾金相關傳記，例如科林·杜瑞茲的《魔戒的鍛造者：托爾金傳》均有參考了卡彭特的這本傳記。
2024年世紀文景出版公司出版了該書的簡體中文版，由牧冬翻譯、戴故秋校對，增加了7萬多字譯者注、C.S.劉易斯關於托爾金作品的四篇書評，以及體現托爾金人生歷程的六幅地圖。

## 外部連結
- J·R·R·托爾金傳 （页面存档备份，存于）在亞馬遜網站上的資料（英文）